# Karjala Tournament 2013
Karjala Tournament 2013 spelades under perioden 7-10 november 2013. Turneringen ingår i Euro Hockey Tour. Sverige inledde turneringen med en match på svensk mark mot Tjeckien i Gävle. Övriga matcher avgjordes i Hartwall Arena, Helsingfors, Finland. 
Turneringen vanns av Finland före Ryssland och Sverige.

## Slutresultat
| Lag      | S | V | ÖV | ÖF | F | GM | IM | MS | P |
| -------- | - | - | -- | -- | - | -- | -- | -- | - |
| Finland  | 3 | 2 | 0  | 1  | 0 | 9  | 8  | +1 | 7 |
| Ryssland | 3 | 2 | 0  | 0  | 1 | 10 | 6  | +4 | 6 |
| Sverige  | 3 | 1 | 1  | 0  | 1 | 11 | 7  | +4 | 5 |
| Tjeckien | 3 | 0 | 0  | 0  | 3 | 2  | 11 | −9 | 0 |

Resultat från Svenska ishockeyförbundet

## Resultat
Alla tider som anges är lokala. UTC+2 för matcher i Finland och UTC+1 för matchen i Sverige.
| 7 november 2013 19:00 | Sverige | 6 — 0 3−0, 2−0, 1−0 | Tjeckien | Läkerol Arena, Gävle, Sverige |

|  | | Matchsummering |  | Åskådare: 4 775                        |                                        |
|  | Klasen (EQ) (03.54) Hjalmarsson (EQ) (16.03) Arlbrandt (EQ) (16.32) Klasen (PP1) (27.49) Hjalmarsson (EQ) (32.49) Thörnberg (EQ) (58.37) |                |  | Domare: Roman Gofman, Aleksej Anisimov | Domare: Roman Gofman, Aleksej Anisimov |

| 7 november 2013 18:30 | Ryssland | 3 — 4 1−1, 1−2, 1−1 | Finland | Hartwall Arena, Helsingfors, Finland |

|  |                                                                     | Matchsummering |                                                                                      | Åskådare: 9 883                    |                                    |
|  | Aleksandrov (EQ) (09.01) Varnakov (PP1) (20.48) Averin (EQ) (45.43) |                | (03.45) (PP1) Hietanen (22.21) (EQ) Osala (26.49) (EQ) Komarov (53.52) (EQ) Salminen | Domare: Marcus Linde, Tobias Björk | Domare: Marcus Linde, Tobias Björk |

| 9 november 2013 12:30 | Sverige | 2 — 5 0−2, 1−2, 1−1 | Ryssland | Hartwall Arena, Helsingfors, Finland |

|  |                                             | Matchsummering | | Åskådare: 7 729                      |                                      |
|  | Möller (PP1) (35.58) Ullström (PP1) (59.59) |                | (01.51) (EQ) Panarin (10.18) (EQ) Lesin (21.20) (EQ) Averin (36.21) (EQ) Nikulin (54.51) (EQ) Lesin | Domare: Antti Boman, Petri Lindqvist | Domare: Antti Boman, Petri Lindqvist |

| 9 november 2013 16:30 | Finland | 3 — 2 0−1, 1−1, 2−0 | Tjeckien | Hartwall Arena, Helsingfors, Finland |

|  |                                                                 | Matchsummering |                                                  | Åskådare: 11 801                   |                                    |
|  | Kontiola (EQ) (36.08) Pyörälä (EQ) (44.21) Lehterä (EQ) (54.45) |                | (13.40) (PP1) Petružálek (22.37) (PP1) Jan Kovar | Domare: Marcus Linde, Tobias Björk | Domare: Marcus Linde, Tobias Björk |

| 10 november 2013 12:30 | Tjeckien | 0 — 2 0−0, 0−0, 0−2 | Ryssland | Hartwall Arena, Helsingfors, Finland |

|  |  | Matchsummering |                                          | Åskådare: 6 777                           |                                           |
|  |  |                | (40.38) (EQ) Popov (41.08) (EQ) Varnakov | Domare: Stefan Fonselius, Mikko Kaukokari | Domare: Stefan Fonselius, Mikko Kaukokari |

| 10 november 2013 16:30 | Finland | 2 — 3 (ö.t.) 0−1, 1−1, 1−0, 0−1 | Sverige | Hartwall Arena, Helsingfors, Finland |

|  |                                             | Matchsummering |                                                                  | Åskådare: 11 641                |                                 |
|  | Karalahti (PP1) (34:35) Hagman (EQ) (56.51) |                | (17.39) (PP1) Arlbrandt (28.17) (PP1) Klasen (61.48) (EQ) Erixon | Domare: Pavel Hodek, Jan Hribik | Domare: Pavel Hodek, Jan Hribik |

## Utmärkelser

### Bästa spelare
Turneringens arrangörer röstade fram följande spelare:
- Bäste målvakt:  Henrik Karlsson
- Bäste försvarsspelare:  Andrej Zubarev
- Bäste anfallsspelare:  Petri Kontiola

### Medias all star-lag
- Målvakt:  Henrik Karlsson
- Försvarsspelare:  Andrej Zubarev
- Försvarsspelare:  Lasse Kukkonen
- Anfallsspelare:  Enver Lisin
- Anfallsspelare:  Petri Kontiola
- Anfallsspelare:  Pär Arlbrandt

## TV-sändningar
Karjala Tournament 2013 direktsändes i Sverige i SVT, TV10 och av Viasat Hockey.

### Fotnoter
1. ↑  Karjala Tournament 2013 Arkiverad 29 oktober 2013 hämtat från the Wayback Machine. Svenska Ishockeyförbundet
2. ↑  ”Sverige vann i förlängning”. Sydsvenskan. 10 november 2013. http://www.sydsvenskan.se/2013-11-10/sverige-vann-i-forlangning. Läst 2 februari 2017.
3. ↑  ”2013 EHT Karjala Tournament”. Arkiverad från originalet den 10 november 2013. https://web.archive.org/web/20131110075735/http://stats.iihf.com/finhockey/3/index.html. Läst 10 november 2013.
4. ↑  ”TV sänder Karjala Tournament”. Svenska ishockeyförbundet. 26 oktober 2013. Arkiverad från originalet den 29 oktober 2013. https://web.archive.org/web/20131029193302/http://swehockey.se/ImageVaultFiles/id_30091/cf_113/karjala_i_tv_2013.PDF. Läst 26 oktober 2013.